# Plataraea elegans
Plataraea elegans – gatunek chrząszcza z rodziny kusakowatych i podrodziny rydzenic.
Gatunek ten opisany został po raz pierwszy w 1935 roku przez Georga Benicka pod nazwą Atheta elegans.
Chrząszcz o wydłużonym ciele długości od 2,5 do 4,5 mm. Głowa jest tak szeroka jak długa, o zaokrąglonych i dłuższych niż oczy skroniach, ubarwiona brązowo. Powierzchnię ma koliście szagrynowaną, drobno i rzadko punktowaną. Czułki są smukłe, u samca o członie przedostatnim słabo poprzecznym, a u samicy o członie tym tak długim jak szerokim lub dłuższym niż szerszym. Rudobrązowe przedplecze jest o 0,1 szersze niż dłuższe, wyraźnie szersze od głowy, płaskie, szagrynowane tak jak głowa, opatrzone rozproszonym, drobnym i niewyraźnym punktowaniem. Owłosienie na linii środkowej przedplecza kieruje się ku przodowi w połowie przedniej i ku tyłowi w połowie tylnej. Rudobrązowe pokrywy są w barkach szersze od przedplecza. Punkty na ich powierzchni są niezmodyfikowane, rozmieszczone niezbyt gęsto, ale gęściej niż na przedpleczu oraz większe niż na tymże. Odwłok jest brązowy i ma równoległe boki. U samca na tylnej krawędzi szóstego tergitu brak jest ząbków.
Gatunek palearktyczny, europejski, znany z Niemiec, Szwajcarii, Austrii, Polski, Czech i Słowacji. Wszędzie rzadko spotykany. W Polsce wykazany został z Babiogórskiego Parku Narodowego i pojedynczego stanowiska w Sudetach.  Na „Czerwonej liście gatunków zagrożonych Republiki Czeskiej” umieszczony jest jako gatunek narażony na wymarcie (VU).